# Hemisaga elongata
Hemisaga elongata é uma espécie de insecto da família Tettigoniidae.
É endémica da Austrália.